# ویلم سلیخویس
ویلم سلیخویس (انگلیسی: Willem Slijkhuis؛ ۱۳ ژانویه ۱۹۲۳ – ۲۸ ژوئن ۲۰۰۳ (aged 80)) ورزشکار دو و میدانی اهل پادشاهی هلند بود.
وی در مسابقات کشوری و بین‌المللی در مجموع برندهٔ ۱ مدال طلا، ۱ مدال نقره، ۲ مدال برنز شده‌است.